# النسر وعيون المدينة (مسلسل)
النسر وعيون المدينة مسلسل درامي عراقي أنتج عام 1983 من تأليف عادل كاظم ومن إخراج إبراهيم عبد الجليل
يعتبر لهذا العمل قيمة كبيرة في الدراما العراقية، وأحداث المسلسل هي تكملة لأحداث مسلسل (الذئب و عيون المدينة). حيث تدور قصة المسلسل حول الصراع بين شخصيتي قادر بيك «خليل شوقي» وإسماعيل جلبي «بدري حسون فريد» في أجواء المحلة البغدادية في خمسينيات القرن العشرين، على خلفية ما حدث بينهما في ماضي الأيام.

## القصة
عبد القادر بيك هو عجوز ثري وشديد البخل وتدور حوله عدة شخصيات.. يصل غريب يدعى إسماعيل الجلبي مع أولاده إبراهيم «محسن العلي» ورؤوف «مقداد عبد الرضا».. ولا أحد من الحي يعرف شيء عنه ويثير فضول الجميع وخصوصا عبد القادر بيك المتوجس منه.. وشك عبد القادر بيك في محله لأن إسماعيل ليس سوى صديقه القديم من أيام الشباب الذي عاد اليوم ومعه اسرار الماضي.. وتصفية حسابات قديمة.

## أبطال المسلسل
- خليل شوقي بدور قادر بيك
- بدري حسون فريد بدور إسماعيل جلبي
- مي جمال بدور حسنية خاتون
- سليم البصري بدور غفوري
- سامي عبد الحميد بدور أبو عطية
- فاطمة الربيعي بدور أم عطية
- طعمة التميمي بدور رحومي
- مقداد عبد الرضا بدور رؤوف واسماعيل جلبي في شبابه
- محسن العلي بدور إبراهيم
- جعفر السعدي بدور عبد الله افندي
- قاسم الملاك بدور رجب
- سناء عبد الرحمن بدور كمرة
- راسم الجميلي بدور حمادي العربنجي
- فوزية عارف نظيرة خاتون
- محسن العزاوي بدور خليل بيك
- فارس خليل شوقي قادر بيك في شبابه
- جلال كامل بدور عطية
- بتول عزيز بدور فاطمة